# أمين العوري
"محمد أمين" علي عبد الله العوري (1870 – 1948) هو رجل دين فلسطيني، وُلد في قرية بيت عور التحتا بفلسطين ثم نشأ وأقام في مدينة القدس، يُعد من كبار العلماء المسلمين في فلسطين خلال فترة النصف الأول من القرن العشرين. تولى مناصب دينية وقضائية رفيعة، منها رئيسًا لمحكمة الاستئناف الشرعية بالقدس، وأمينًا عامًا للإفتاء في فلسطين، ومدرسًا للتفسير في قبة الصخرة.

## سيرته
وُلد "محمد أمين" علي عبد الله العوري عام 1870 في قرية بيت عور التحتا في فلسطين والتي تقع اليوم ضمن مُحافظة رام الله. انتقل برفقة والده إلى مدينة القدس وهو في العاشرة من عمره، فدرس في كتاتيب ومدارس القدس، وعندما بلغ العشرين من عمره توجه إلى الأزهر الشريف في القاهرة حيث تابع دراسته فيه ونال منه الشهادة العالمية، وتتلمذ هناك على الإمام والفقيه محمد عبده وأخذ من فكره.
عاد بعد ذلك إلى القدس وعمل في محكمة الاستئناف الشرعية بالقدس لمدةٍ طويلة، فكان عضوًا فيها، ثم رئيسًا لها. وكلفه المجلس الإسلامي الفلسطيني الأعلى بمنصب أمين عام الإفتاء في فلسطين على المذهب الحنفي، فكان موضعُ ثقةٍ لدى كثيرٍ من المسلمين حتى كانت تأتيه الفتاوى من الهند وباكستان وبلدانٍ أخرى، وأضيف إليه وظيفة مدرس التفسير في مسجد قبة الصخرة حيث تتلمذ على يده معظم مشايخ القدس تلك الفترة.
عُرِفَ بنشاطه الإسلامي والوطني، فشارك في "المؤتمر الإسلامي للدفاع عن المسجد الأقصى" المُنعقد في القدس في 1 نوفمبر 1928، كما شارك في "مؤتمر علماء فلسطين الأول" الذي عُقد في القدس بجوار المسجد الأقصى في 25 يناير 1935 بحضور حشدٍ من كبار علماء ورجال الدين واختير عضوًا في اللجنة الإدارية "لجمعية الأمر بالمعروف والنهي عن المنكر" المُنبثقة عن المؤتمر.
في عام 1936 قاد وفدٍ من العلماء ورجال القضاء إلى المندوب السامي البريطاني لتقديم مذكرةِ احتجاجٍ عما قام به الجنود البريطانيين في 30 مايو 1936 من هجومٍ على الأحياء المجاورة للمسجد الأقصى والاعتداء على الفلسطينيين فيها.

## وفاته
تُوفي العوري في مدينة القدس عام 1948، ودُفِنَ في مقبرة باب الساهرة.